# Isili
Isili (Ìsili in sardo) è un comune italiano di 2 435 abitanti della città metropolitana di Cagliari. Situato nella regione storica del Sarcidano, che dista circa 71 chilometri a nord di percorso stradale dal capoluogo regionale, 105 da Nuoro, 66 da Oristano e 162 da Sassari. La casa comunale è ubicata a 523 metri sul livello del mare.

## Geografia fisica

### Territorio
Isili si eleva ai margini di un altopiano che si affaccia sulla vallata del Sarcidano, in un paesaggio caratterizzato da estese valli e colline. La superficie pianeggiante, resa fertile da numerosi fiumi e ruscelli, è coltivata soprattutto a cereali e foraggi. Le abbondanti acque del territorio sono imbrigliate dalla diga realizzata nella gola di Is Borrocus (il cui nome è stato erroneamente storpiato secondo il lessico campidanese in "Is Barrocus", divenuta poi la denominazione ufficiale dell'invaso), tra il 1985 e il 1991, che, ostruendo il corso del fiume, ha creato un bacino artificiale nel quale spicca un isolotto formatosi per effetto del riempimento dell'invaso, sul quale è presente una vecchia chiesetta (ristrutturata) intitolata a San Sebastiano. Il lago di Is Borrocus viene utilizzato prioritariamente come bacino di acqua potabile e, secondariamente, per la pratica di diverse discipline sportive quali la pesca sportiva, la canoa e le escursioni.

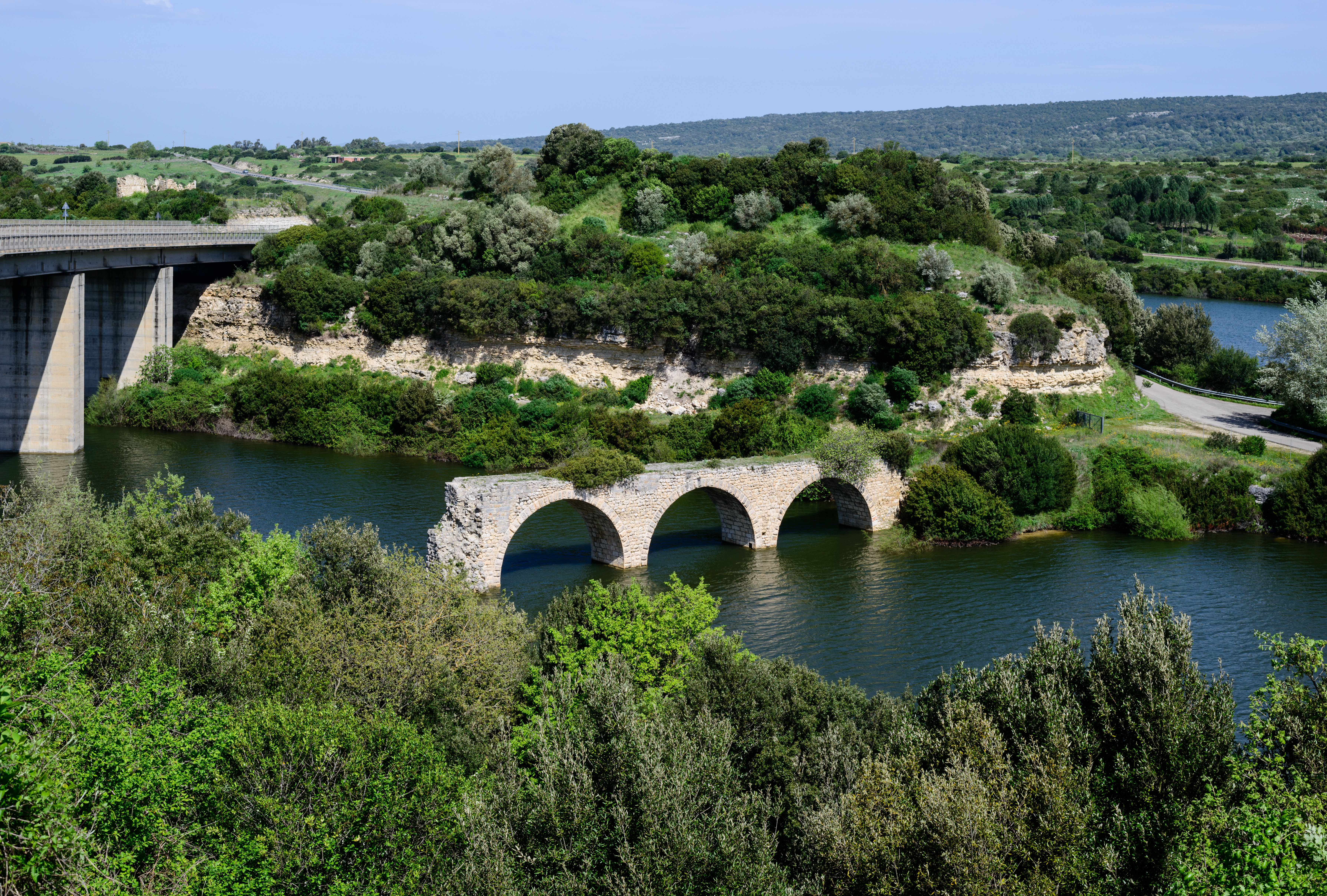
Lago Is Borrocus

Le pareti ripide o più spesso strapiombanti delle gole che si aprono nel suo territorio, attirano gli appassionati del free climbing. Le falesie sono di tipo calcareo e di formazione miocenica. La località del rio Corrigas ospita alcuni "settori" tra i più noti e frequentati in Sardegna. In tutto il territorio isilese ci sono più di 300 "vie" chiodate dagli stessi arrampicatori con gradazioni che vanno dal 5a fino ad arrivare all'8c+.
Isili è il capolinea della linea ferroviaria a scartamento ridotto per Cagliari, e della tratta turistica del Trenino Verde per Laconi (sino a poco tempo fa si arrivava sino a Sorgono).
Il vecchio percorso della ferrovia che collegava Isili Sarcidano a Villacidro è stato parzialmente trasformato in pista ciclabile panoramica che parte da Isili e raggiunge Barumini.
Nella zona settentrionale del territorio comunale si trova l'area industriale di Perd' 'e Cuaddu, purtroppo mai decollata e oggi in gran parte ricoperta da un impianto fotovoltaico per la produzione di energia elettrica. Ancora più a nord è presente una Casa di reclusione con circa 650 ha di terreno forestale e porzioni dedicate al pascolo e alla coltivazione, lavorate dai detenuti. La colonia ha un piccolo cimitero, dove secondo alcune voci sarebbe stato sepolto Erich Priebke. La direzione del carcere ha però negato.

## Origini del nome
Il nome della località ha origine incerta; fra le varie ipotesi formulate dagli studiosi, quella che riconduce alla storia più antica venne proposta dal prof. Raffaele Sardella, il quale ritenne che il significato del toponimo potesse farsi risalire al sumerico ISI-LI, in cui ISI significa monte e LI significa puro, santo o anche essere alto. Quindi Isili significherebbe "il monte puro", "il monte alto". Tuttavia, questa analisi si limita a comparare i fonemi presi in esame ad una lingua di un popolo mai entrato in contatto documentato con la civiltà nuragica, ovvero i sumeri. 
Stando al lavoro di ricerca di Eduardo Blasco Ferrer (1956-2017), il toponimo proviene dall'agglutinazione dei lessemi paleo-sardi e d'origine proto-basca *is (con il significato di "acqua", "corso d'acqua") e *ili (con il significato di "insediamento", "abitato", "città"). 
"Ìsili" significa, dunque, "centro abitato vicino ad una sorgente d'acqua". A sostegno di questa ipotesi etimologica, ad Isili è vicino il fiume Is Borroccus. 

## Storia
Il territorio risulta abitato fin dal Neolitico, come testimoniano vari insediamenti e numerose domus de janas. In seguito fu colonizzato dai romani, i quali lo sottrassero all'influenza cartaginese nel II secolo a.C. Importanti insediamenti romani sono presenti nella zona confinante con Nurallao, dove sorgeva l'antica Bidda Beccia (Borgo Antico), e ai confini con Nurri e Serri, nella zona di Baraci, dove sorgeva il borgo di Biora.
In epoca medievale Isili faceva parte della curatoria di Siurgus nel Giudicato di Cagliari. Alla caduta del giudicato (1258) passò ai pisani, e successivamente (1324) agli aragonesi che lo concessero in feudo alla famiglia Carroz. Fu poi unito al marchesato di Mandas, trasformato in ducato nel 1603, feudo di don Pedro Maza de Carroz Ladron e successivamente degli Hurtado de Mendoza, dei Massa de Alcantara, dei Lopez de Zuniga e infine dei Telles Giron, ai quali fu riscattato nel 1839 con la soppressione del sistema feudale.
Dall'agosto 1661 al dicembre 1866 operarono con grande impegno, raggiungendo ottimi risultati sia nel campo educativo sia in quello sociale, i Padri Scolopi che su richiesta della comunità isilese aprirono una scuola gratuita per tutti. L'8 dicembre 1821 Isili diventò sede provinciale, con una popolazione di circa cinquantamila abitanti distribuiti su cinquantuno comuni. Nel 1859 la provincia di Isili fu soppressa e la cittadina fece parte di quella di Cagliari fino al 1929, passando poi a Nuoro.
Ai sensi della Legge Regionale n. 9 del 12 luglio 2001, che ha previsto l'istituzione delle nuove province sarde, il comune di Isili avrebbe dovuto essere aggregato alla neonata provincia del Medio Campidano; con successiva Legge Regionale n. 10 del 13 ottobre 2003 si stabilì invece che passasse a quella di Cagliari, di cui fece parte fino alla successiva riforma del 2016.

### Simboli
Lo stemma e il gonfalone del comune di Isili sono stati concessi con decreto del presidente della Repubblica del 20 giugno 1988.
Il gonfalone è un drappo partito di giallo e di verde.

## Monumenti e luoghi d'interesse

### Architetture religiose

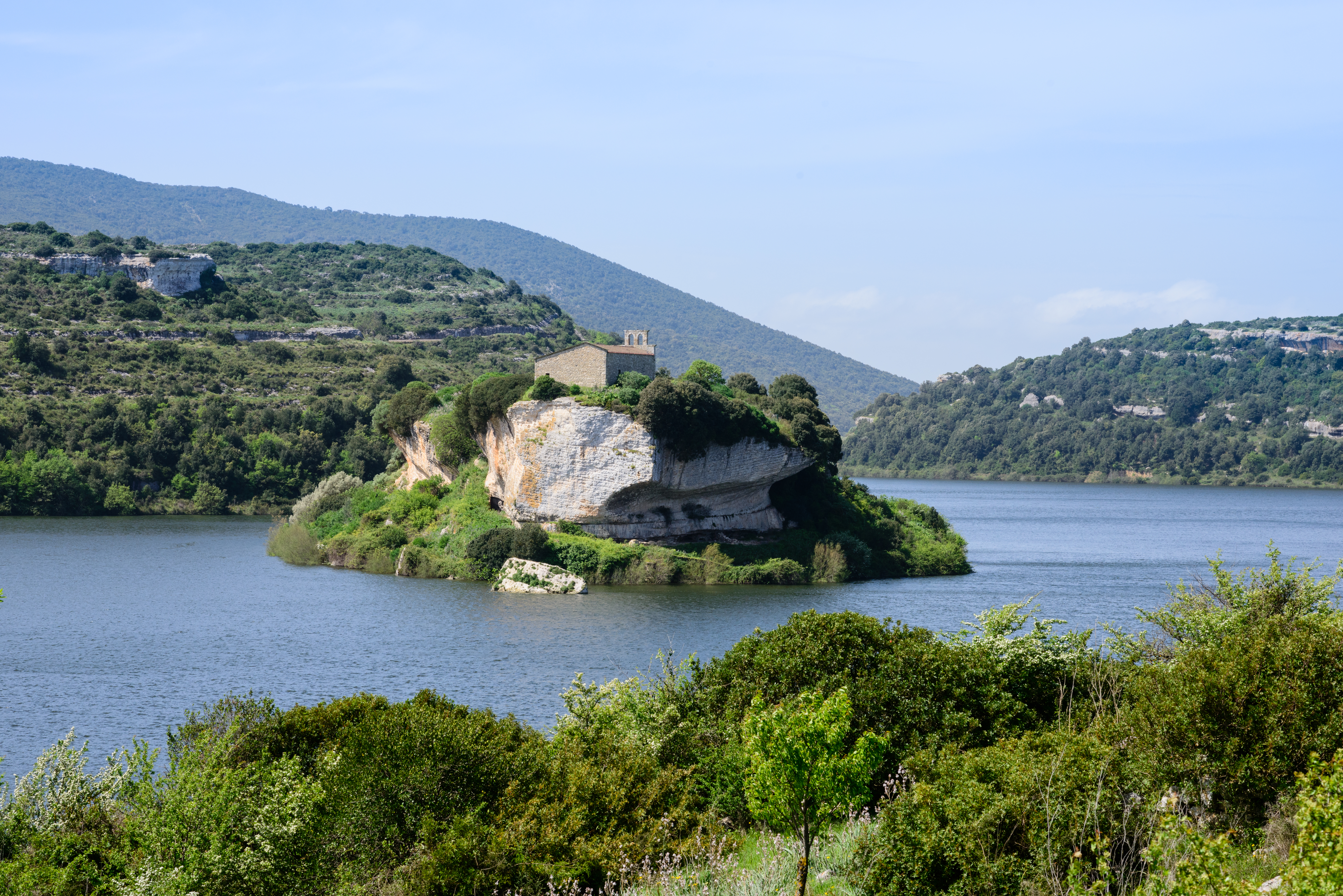
Chiesa di San Sebastiano nel lago

I luoghi di culto di maggior interesse sono:
- la chiesa parrocchiale di San Saturnino
- la chiesa di San Giuseppe Calasanzio, realizzata tra il 1661 e il 1737 dai Padri Scolopi, che la dedicarono a Sant'Efisio; sulla facciata sono presenti due portici e un portale ligneo decorato con colonne tortili;
- la chiesa di Sant'Antonio di Fadali, situata nell'omonima località tra le campagne di Isili e Villanovatulo. La chiesa risalente al 1500 e dedicata a Sant'Antonio da Padova, è stata abbandonata dal culto sino alla fine degli anni novanta del XX secolo quando, grazie all'intervento della famiglia Mura che ne ha curato il restauro, è stata resa ai fedeli;
- la chiesa di San Sebastiano, nell'isolotto del lago di Is Barrocus;
- Santa Maria, a Zaurrai;
- San Rocco (demolita)
- San Mauro (rudere);
- San Cosimo (di proprietà privata);
- San Cipriano, nell'attuale Monte granatico.

### Siti archeologici
- Nuraghe Is Paras
- Nuraxi Longu
- Nuraghe Asusa

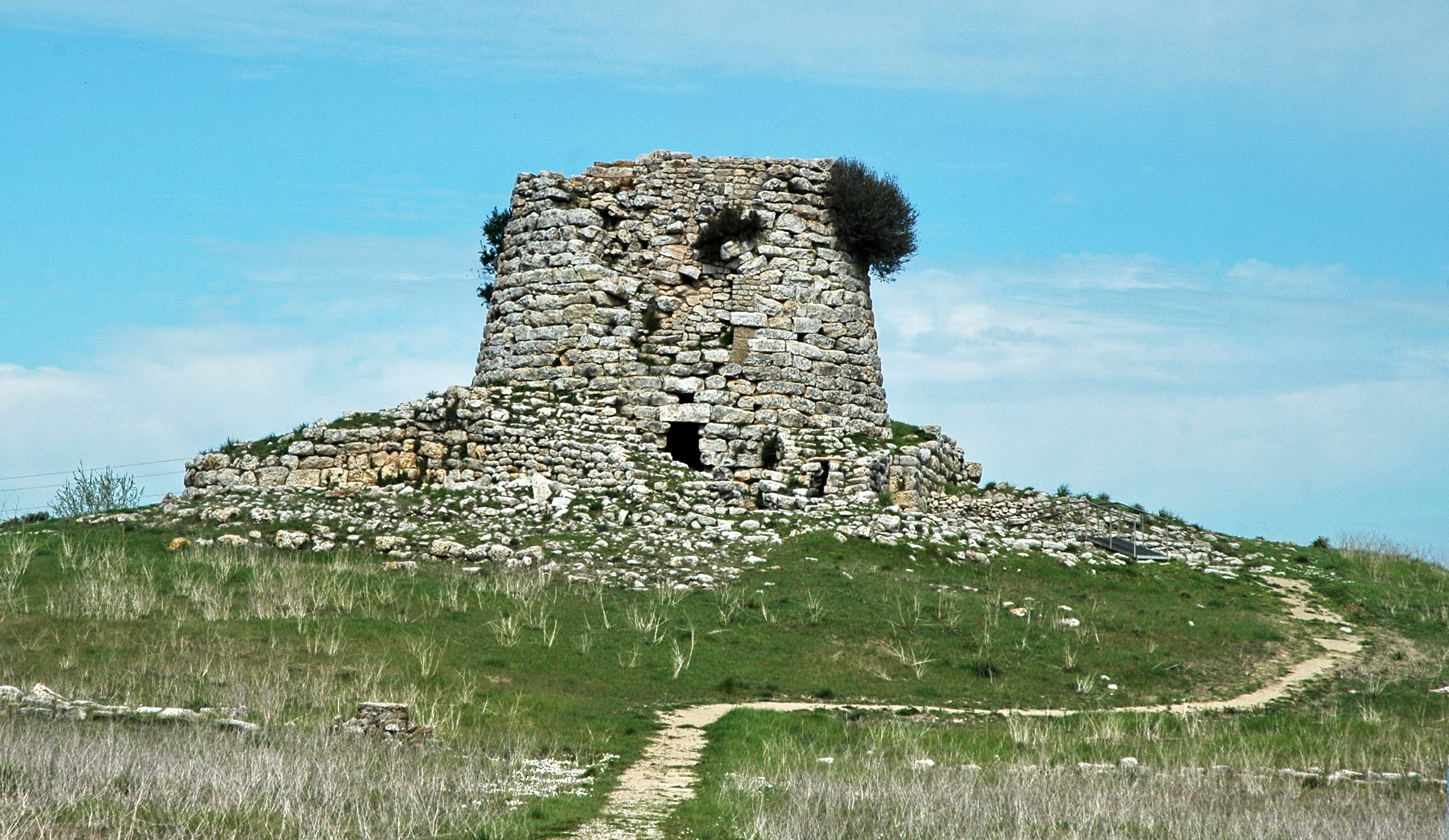
Nuraghe Is Paras

- Ponte romano sul Riu Brabaciera (II secolo)
- Nuraghe Sa Musera
- Nuraghe Ruina Franca
- Nuraghe Crastu
- Capanne nuragiche di Monti Arcu
- Nuraxi Pitzu Runcu
- Nuraxi de Prani Ollas
- Nuraxi Antini
- "Nuraxi de Sant'Antoni de Fadàli
- "Nuraxi de Su Pitzu Mannu
- "Nuraxi perdòsu
- "Nuraxi Is Maurus
- "Nuraxi Erbixi
- "Nuraxi de Sartarò
- "Nuraxi Angusa
- "Domus de Janas de Concali de Tzopus
- "Nuraxi de Funtana de Predi
- "Nuraxi de Is Tuvus
- "Sa Bidda Beccia: rovine di un insediamento di epoca romana (forse Valenza)
- "Pilianus rovine di un insediamento di epoca romana
- "Nuraxi Antini: resti di un insediamento di epoca Romana

- "Domus de janas a Is tanas de mrexiani
- "Domus de Janas a Domerans
- "Domus de Janas a Is Coronas
- "Domu de Janas a Fàdali
- "Is colombèris de Funtana de biccu
- "Nuraxi de Su Trau
- "Nuraxi de Pardussuna
- "Nuraxi Gruxedu
- "Nuraxi de Ruina Franca
- "Nuraxi Tziu Taulas
- "Nuraxi sa Nabra
- "Nuraxi de Corti de Juanni Boi
- "Sa bidda beccia
- "Corte 'e ghiani
- "Ruina Maiori
- "S'ortu de sanna
- "Chistingionis
- "Pilianus
- "Baraci
- "Crastu
- "Sa musera
- "Foss'e coni
- "Angusa

### Luoghi di interesse naturalistico
- Parco Asusa
- Falesie
- Lago San Sebastiano.
- Monte Simudis: Parco comunale
- Colonia Penale
- Su Pitzu de Nedda
- Is Tuvus Conca Manna

## Società

### Evoluzione demografica
Abitanti censiti

### Lingue e dialetti
La variante di sardo parlata a Isili è riconducibile alla limba de mesania

### Tradizione e folclore

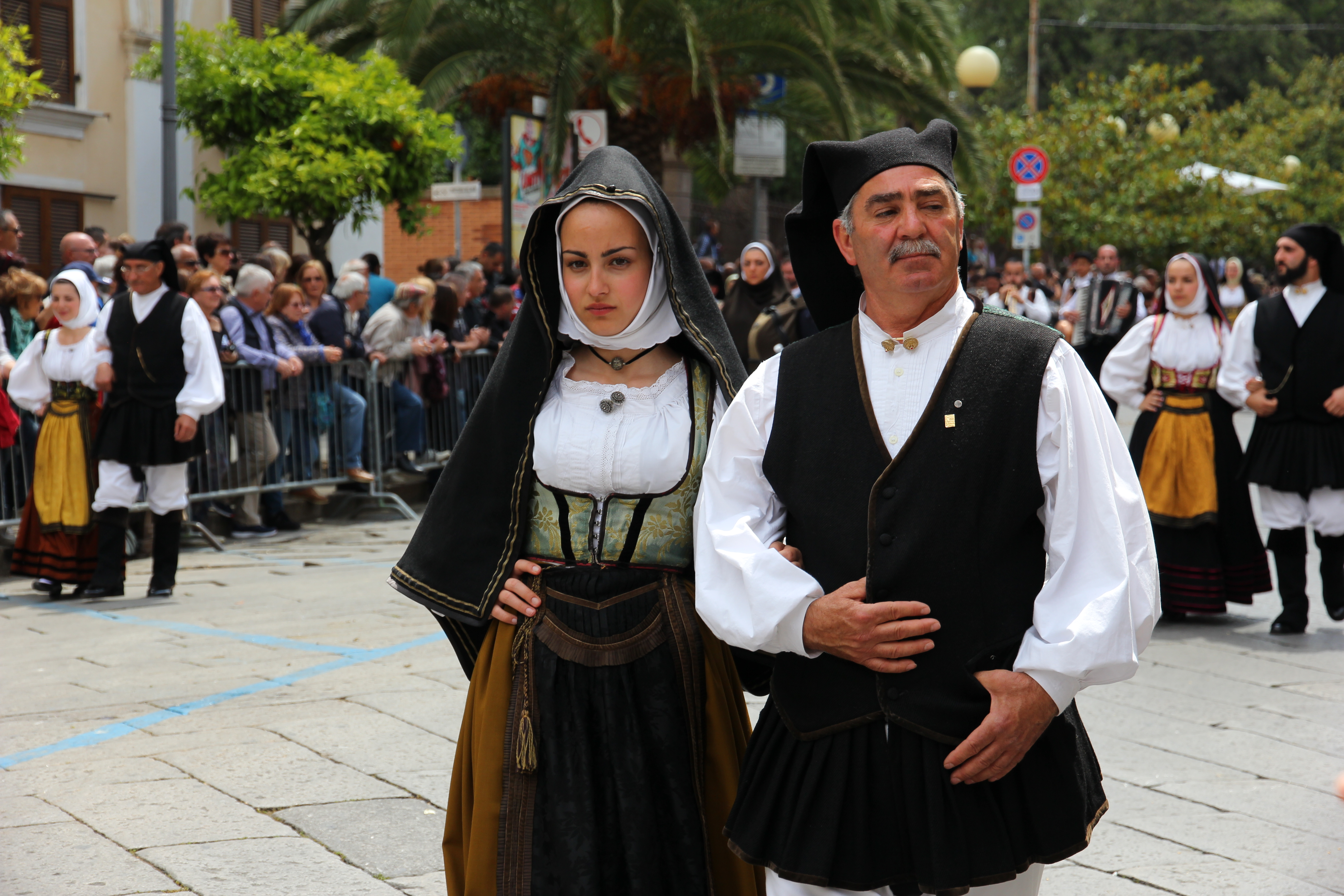
Costume tradizionale

#### Feste religiose
- Sant'Antoni de su fogu - 17 gennaio
- Sant'Isidoro - 15 maggio (o la domenica più prossima)
- Sant'Antonio di Padova o di Fàdali - 13 giugno
- San Giovanni Battista - 24 giugno
- San Giuseppe Calasanzio - 25 agosto
- Santa Maria (quartiere di Zaurrai) - 8 settembre
- San Saturnino (Patrono) - 30 ottobre

## Cultura

### Musei
Le tradizioni del passato rivivono nell'importante Museo dell'Arte del Rame e del Tessuto (Marate), che espone i tradizionali manufatti di rame e i tappeti variopinti, che nel passato rappresentavano gli elementi più caratteristici delle produzioni locali.

### Biblioteche
Il Comune ospita anche una fornita biblioteca, sulla quale è imperniato il sistema bibliotecario dell'intera zona del Sarcidano.

### Scuole
Nel comune sono presenti una scuola dell'infanzia (intitolata a Giuseppe Orrù), un istituto comprensivo (comprendente scuola dell'infanzia, scuola primaria intitolata a Nino Sistu e scuola secondaria di primo grado intitolata a Mario Atzori), il Liceo Pitagora (liceo scientifico, classico, liceo linguistico e liceo delle scienze umane), il Centro territoriale permanente per l'istruzione degli adulti con ambito di competenza nell'11º distretto scolastico e un istituto tecnico commerciale e per geometri (intitolato a Gino Zappa).

## Economia
Paese tradizionalmente agricolo, pastorale e artigianale,
nel corso degli ultimi decenni la sua struttura economico-sociale è cambiata radicalmente, con l'affermazione del settore terziario quale principale comparto economico e contemporanea riduzione dei rami tradizionali, in virtù soprattutto delle sedi di uffici ed enti che sono presenti nel comune e dell'ospedale San Giuseppe. Nel corso degli anni ha assunto sempre maggior rilevanza economica la coltivazioni di ortaggi, fra i quali i rinomati "pomodori di Isili", collocati principalmente sul mercato isolano. Isili è stata per anni il principale centro sardo per la lavorazione artigianale del rame, con una cultura che permane tuttora e alla quale si fa risalire il tipico gergo dei ramai, denominato Romaniska o Arbareska.

## Infrastrutture e trasporti

### Ferrovie

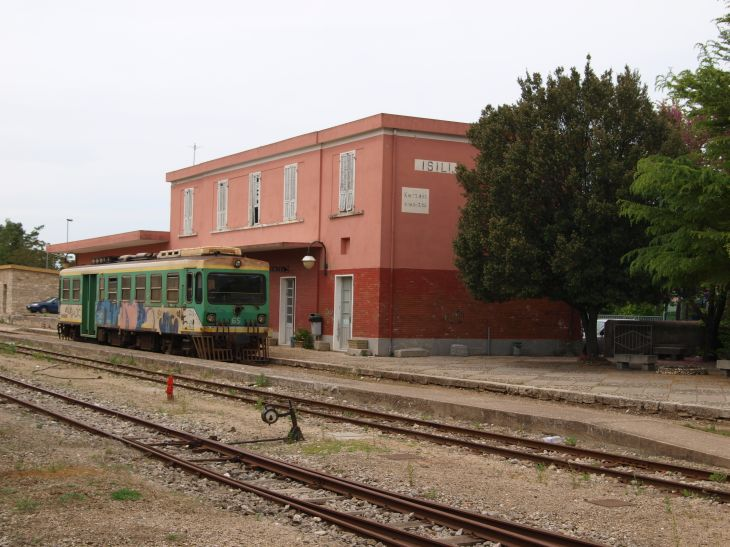
La stazione di Isili, capolinea delle ferrovie per Cagliari e Sorgono

Nell'abitato isilese è presente il capolinea di due linee ferroviarie a scartamento ridotto, entrambe gestite dall'ARST. La prima, la Cagliari-Isili, permette il collegamento ferroviario del paese con l'hinterland del capoluogo regionale, mentre l'altra linea, avente termine a Sorgono, dal 1997 è utilizzata esclusivamente per le relazioni turistiche del Trenino Verde, espletate soprattutto nel periodo estivo. Sino al 1956 inoltre una terza linea permetteva il collegamento di Isili con Villacidro.
La principale stazione del comune è quella di Isili, l'unica attiva per i servizi di trasporto pubblico su ferro nel territorio comunale, in cui sono presenti anche la stazione di Sarcidano e la fermata di Is Paras lungo la linea turistica per Sorgono.

## Sport
Da oltre un decennio è divenuto famoso nel mondo dell'arrampicata sportiva per le sue strapiombanti falesie calcaree, tra le più affascinanti e impegnative d'Europa.

### Associazioni sportive
- Circolo Bocciofilo Isilese, attivo dagli anni 60.
- A.S.D. Polisportiva Isili 1968, militante nel comparto calcistico, soprattutto nelle categorie giovanili, nell'atletica, nella ginnastica, nella pallavolo, nell'attività motoria per signore, nella canoa; organizza annualmente importanti eventi di rilevanza regionale (atletica, triathlon).
- A.S.D. Jigoro Kano, Jūdō club attivo dal 1984 che nel corso degli anni ha sfornato campioni nazionali e atleti che hanno partecipato anche ai campionati europei
- Acquamania, nuoto, acqua gym
- Lunghi Archi di Sardegna, pratica la disciplina del tiro con l'arco.
- Circolo Nautico San Sebastiano Isili A.S.D., svolge principalmente attività nautiche presso il lago San Sebastiano, partecipando, a livello agonistico, ai campionati regionali di canoa e kayak e al circuito Canoagiovani. Organizza corsi di kayak a livello agonistico e turistico-amatoriale.